# Cranislau
Cranislau (Chranisthlabus, Sausi Crisanislao) fou militar búlgar que, havent estat derrotat pels romans d'Orient, acceptà de passar al seu servei. Fou comandant de la guarnició d'una plaça forta romana d'Orient a Anatòlia però la rendí als turcs del Beylik de Germiyan-oğhlu. Quan el 1304 la Companyia Catalana d'Orient alliberà el territori, Roger de Flor li recriminà la seva rendició, però Cranislau respongué iradament. Roger de Flor, després de ferir-lo d'un cop d'espasa, el condemnà a ell i a dotze homes més de la seva guarnició a ser executats a la forca a fi de castigar la seva covardia davant els turcs. Els grecs pregaren a Roger de Flor que li perdonés la vida, ja que Cranislau havia demostrat amb anterioritat ser un militar valerós i l'emperador Andrònic II Paleòleg el tenia en alta estima. Finalment Roger de Flor no l'executà, però a partir d'aleshores les guarnicions romanes d'Orient no es rendiren davant les tropes turques.